# Liste der Kulturdenkmäler in Bergenhausen
In der Liste der Kulturdenkmäler in Bergenhausen sind alle Kulturdenkmäler der rheinland-pfälzischen Ortsgemeinde Bergenhausen aufgeführt. Grundlage ist die Denkmalliste des Landes Rheinland-Pfalz (Stand: 27. Oktober 2023).

## Einzeldenkmäler
| Bezeichnung | Lage              | Baujahr                             | Beschreibung | Bild |
| ----------- | ----------------- | ----------------------------------- | --- | ---- |
| Hofanlage   | Honigberg 2 Lage  | 19. Jahrhundert                     | Streckhof; teilweise Fachwerk, teilweise verschiefert, 19. Jahrhundert; bauliche Gesamtanlage                                                         | BW   |
| Hofanlage   | Kumbderweg 1 Lage | erstes Viertel des 19. Jahrhunderts | Hofanlage; Fachwerkhaus, verputzt, Krüppelwalmdach, erstes Viertel des 19. Jahrhunderts, Scheune mit zwei Ställen, zweite Hälfte des 19. Jahrhunderts | BW   |